# 白色大剑水蚤
白色大剑水蚤（学名：Macrocyclops albidus）为剑水蚤科大剑水蚤属的动物。分布于日本、印度尼西亚、蒙古、俄罗斯、英国、瑞士、德国、法国、波兰、罗马尼亚、北非洲、夏威夷、南、北美洲以及中国大陆的广东、广西、福建、云南、贵州、四川、江西、浙江、江苏、陕西、河北、北京、天津市、黑龙江、新疆、西藏等地，多生活于湖泊沿岸带的水草丛中以及各种不同类型的小型水域内。